# 709–700 př. n. l.
Století: 9. století př. n. l. – 8. století př. n. l. – 7. století př. n. l.
Roky: 729–720 719–710 709–700 př. n. l. 699–690 689–680

## Události
- 706 – Dokončena stavba města Chorsábád v Asýrii.
- 706 – Vystěhovalci ze Sparty založili kolonii Taras (Tarent, dnešní Taranto) v jižní Itálii.
- 705 – Sinacherib se stal králem Asýrie po smrti svého otce Sargona II.
- 704 – Sinacherib ustanovil za hlavní město Asýrie Ninive.
- 700 – Skytové se začali usazovat v oblastech osídlených Kimmerii a postupně je vytlačovali z jejich území.
- cca 700 – Hésiodos napsal dílo O původu bohů (Theogonia).

## Úmrtí
- 705 – Sargon II., král Asýrie
- 702 – Šabaka, egyptský faraon

## Hlava státu
- Médie – Deiokés
- Egypt – Šabaka
- Urartu – Argišti II.
- Asýrie a Babylonie – Sargon II. († 705), poté Sinacherib
- Judské království – Chizkijáš